# Flecknoe
Flecknoe är en ort i Storbritannien.   Den ligger i grevskapet Warwickshire och riksdelen England, i den södra delen av landet, 110 km nordväst om huvudstaden London. Flecknoe ligger 148 meter över havet och antalet invånare är 212.
Terrängen runt Flecknoe är platt. Runt Flecknoe är det ganska tätbefolkat, med 116 invånare per kvadratkilometer. Närmaste större samhälle är Royal Leamington Spa, 19,9 km väster om Flecknoe. Trakten runt Flecknoe består till största delen av jordbruksmark.